# Palatinská antologie

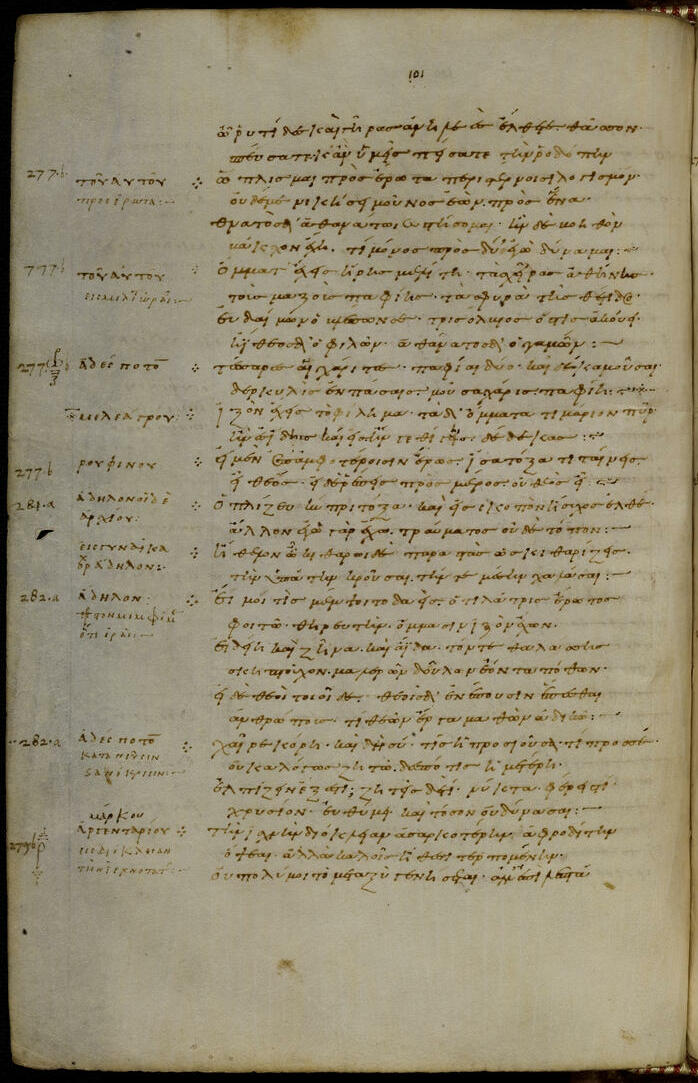
Stránka z rukopisu Palatinské antologie z knihovny v Heidelbergu

Palatinská antologie nebo Řecká antologie palatinská (latinsky Anthologia Graeca Palatina, řecky Παλατινή Ανθολογία) je antologie řeckých epigramů z období od 7. století př. n. l. do 10. století n. l., která dostala své jméno podle toho, že jediný její rukopis byl nalezen v heidelbergské Palatinské knihovně.

## Historie antologie

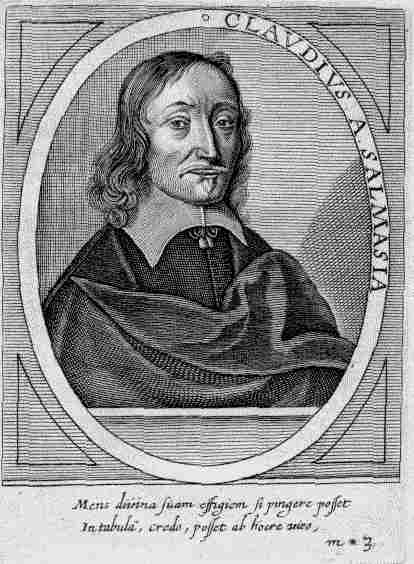
Claudius Salmasius

Základ antologie tvoří soubor epigramů, které z antologií Meleagra z Gadar, Stratona ze Sárd, Filippa Ze Soluně a Agathia z Myryny sestavil koncem 9. století byzantský učenec a církevní hodnostář Kónstantinos Kefalas.. Kolem roku 980 byla sbírka rozšířena anonymním editorem o křesťanské nápisy až do 10. století, epigramy Christodóra z Koptu, Řehoře z Nazianzu a o nápisy z chrámu v Kyzyku.
Roku 1299 vytvořil byzantský mnich a polyhistor Maximos Planudés vlastní edici antologie (tzv. Antologiie Planudea), ze které ale vypustil mnoho epigramů a přidal tam své vlastní. Tato antologie byla jediná známá v západní Evropě až do roku 1606, kdy francouzský filolog Claudius Salmasius (Claude Saumaise) našel v heidelberské knihovně zvané Palatina kompletní sbírku.
Za třicetileté války (roku 1623) byla antologie poslána i se zbytkem Palatinské knihovny do Říma jako dar od Maxmiliána I. Bavorského papeži Řehořovi XV. a byla uložena ve Vatikánské knihovně. V roce 1797 byla na příkaz francouzského Direktoria převezena do Paříže a po skončení napoleonských válek byla roku 1816 vrácena do Heidelbergu až na jednu malou část, která zůstala v Paříži.
První vydání Palatinské antologie vyšlo ve Štrasburku v letech 1772-1776 úsilím Philippa Bruncka. Další vydání je z let 1794-1810 od Friedricha Jacobse. Z pozdějších vydání si velkou oblibu získala studie od Johanna Friedricha Dübnera vydaná v Paříži s latinským překladem antologie. První vydání s úplným kritickým aparátem vyšlo v Lipsku v letech 1894-1906 a je dílem Huga Stadtmüllera.

## Obsah antologie
Antologie obsahuje asi 3700 epigramů od asi 320 autorů (pohanských i křesťanských) a její rukopis má 709 stran. V Heidelbergu jsou uloženy strany 1 až 614, zbývající strany jsou ve Francouzské národní knihovně. Společně s Antologií Planudea ze 13. století tvoří téměř celou část tzv. Řecké antologie (Anthologia Graeca).
Palatinská antologie je rozdělena do patnácti knih podle věcného hlediska..
- I.. kniha: křesťanské epigramy (krátké nápisy byzantské éry týkající se ikon, chrámů nebo životů svatých).
- II. kniha: epigramy Christodóra z Koptu, tj. popisy soch v Zeuxippově gymnasiu v Konstantinopoli.
- III. kniha: ekfrastické nápisy z chrámu v Kyzyku.
- IV. kniha: tři úvody k antologiím od Meleagra z Gadar, Filippa Ze Soluně a Agathia z Myryny.
- V. kniha: milostné epigramy.
- VI. kniha: votivní (děkovné) epigramy.
- VII. kniha: pohřební epigramy, epitafy
- VIII. kniha: epigramy Řehoře z Nazianzu
- IX. kniha: epideiktické epigramy.
- X. kniha: vzpomínkové a moralizující epigramy.
- XI. kniha: besední a satirické epigramy.
- XII. kniha: epigramy Stratona ze Sárd zabývající se i pederastií.
- XIII. kniha: epigramy v různých metrech pro epigramy netypických.
- XIV. kniha: různé hádanky a rébusy, logické a aritmetické otázky, záhady a věštby
- XV. kniha: epigramy smíšené.[1].

Někdy k ní býváji jako dodatek (XVI. kniha) přidávány epigramy z Antologie Planudea (Appendix Planudea).

## České výbory
- Věnec z anthologie řecké. Hradec Králové, Jan Vondráček 1876, uvil Jan Vondráček.
- Řecké epigramy Anthologie Palatinské. Praha:  Česká akademie věd a umění 1938, přeložil Rudolf Kuthan.
- Příroda očima básníků Sbírky palatinské in Písně pastvin a lesů. Praha: Svoboda 1977, přeložil Václav Dědina.